# جيني سكافلان
جيني إيبينج سكافلان (بالإنجليزية: Jenny Ebbing Skavlan)‏ هي عارضة أزياء وممثلة ومقدمة برامج تلفزيونية ومؤلفة نرويجية. ولدت في 3 يونيو 1986 في أوسلو، النرويج. بدأت حياتها المهنية من خلال الظهور في إعلان تلفزيوني لـ غرانديوزا [الإنجليزية]عام 2007.  وقد ظهرت منذ ذلك الحين في أفلام منها فاتسو [الإنجليزية]، الميت سنو، بورنينغ، وبراميل فارغة. في عام 2008 شاركت كراقصة مشهورة في سكال السادس دانسي [الإنجليزية] على قناة تي في 2 [الإنجليزية] النرويجية. في عام 2012 ، كتبت كتابًا بعنوان سي أوم عن شغفها بالخياطة.

## روابط خارجية
- جيني سكافلان على موقع IMDb (الإنجليزية)
- جيني سكافلان على موقع قاعدة بيانات الأفلام السويدية (السويدية)
- جيني سكافلان على موقع قاعدة بيانات الفيلم (الإنجليزية)